# Papija-Nunatak
Der Papija-Nunatak (bulgarisch нунатак Папия nunatak Papija) ist ein 550 m hoher und felsiger Nunatak an der Nordenskjöld-Küste des Grahamlands auf der Antarktischen Halbinsel. In den südlichen Ausläufern des Detroit-Plateaus ragt er 6,44 km südöstlich des Gipfels des Ruth Ridge, 6,2 km südsüdwestlich des Cruyt Spur, 14,6 km westlich bis südlich des Kap Worsley, 11,7 km nördlich bis östlich des Sentinel-Nunataks und 8 km ostnordöstlich der Bekker-Nunatakker nördlich der Mündung des Drygalski-Gletschers auf.
Britische Wissenschaftler kartierten ihn 1978. Die bulgarische Kommission für Antarktische Geographische Namen benannte ihn 2010 nach einem Berg an der bulgarischen Schwarzmeerküste.